# Walter Schuppich
Walter Schuppich (* 22. März 1921 in Wien; † 8. Juni 1999 ebenda) war ein österreichischer Rechtsanwalt und Standespolitiker.
Schuppich war als Rechtsanwalt Generalist. Zu seinen Klienten zählten Unternehmen ebenso wie Privatpersonen, darunter Politiker und Künstler. Vor allem ging er als „Anwalt der Anwälte“ in die österreichische Rechtsgeschichte ein, die zuvor keinen Vertreter des Rechtsanwaltstandes mit einer vergleichbaren gesellschaftspolitischen Effizienz und medialen Präsenz gekannt hatte.

## Leben und Wirken
Walter Schuppich wurde 1921 als Sohn eines Polizisten in Wien geboren und wollte, da er zeit seines Lebens an Rachitis litt und seine Kindheit im Rollstuhl verbracht hatte, Medizin studieren. Schließlich wechselte er zum Studium der Rechtswissenschaften, welches er 1943 mit einer Promotion an der Universität Wien abschloss. Zur Finanzierung des Studiums gab er Klavier- und Geigenunterricht; für den Komponisten Franz Lehár besorgte er die Transkription mehrerer Partituren von dessen Operetten für Akkordeon.
1949 wurde Walter Schuppich in die Liste der Rechtsanwälte eingetragen. Er gründete mit Rechtsanwalt Werner Sporn im Jahr 1965 eine der damals noch wenigen österreichischen Anwaltsgesellschaften, der später auch weitere Anwälte beitraten. Die Rechtsanwaltssozietät „Schuppich, Sporn und Winischhofer“ führt den Namen ihres Gründers und Seniorpartners bis heute in der Firma ihrer Kanzlei. Walter Schuppich war auch Bauherr des von Coop Himmelb(l)au gestalteten Dachgeschoßes der Kanzlei „Schuppich Sporn und Winschhofer“ in der Falkestraße 6 in Wien, im 1. Bezirk.
1969 wurde Walter Schuppich zum Präsidenten der Rechtsanwaltskammer für Wien, Niederösterreich und das Burgenland (später Rechtsanwaltskammer Wien) gewählt, der er 24 Jahre blieb, 17 Jahre davon gemeinsam mit den Vizepräsidenten Friedrich Grohs und Fritz Leon. In diese Zeit fallen wesentliche Reformen des antwaltlichen Standesrechtes.
1970 gründete Walter Schuppich die unentgeltliche „Erste anwaltliche Auskunft“ der Rechtsanwaltskammer Wien für die rechtssuchende Bevölkerung. Die ersten Wiener Advokatengespräche fanden am 1. Februar 1973 in kleinem Kreis in der Wiener Rechtsanwaltskammer statt. Walter Schuppich ging es darum, den Anwälten hinter dem Eisernen Vorhang einen Platz zur Begegnung in Österreich als neutralem Land schon zu einer Zeit zu geben, in der es politisch äußerst schwierig war, freien Gedankenaustausch zwischen Ost und West zu pflegen. Auch heute noch werden diese Gespräche im Rahmen der jährlich stattfindenden europäischen Präsidentenkonferenzen (europäischer Rechtsanwaltskammern) veranstaltet.
1973 wurde das Ziel der Schaffung des Österreichischen Rechtsanwaltskammertages (ÖRAK) verwirklicht. Darüber hinaus initiierte Walter Schuppich eine Novelle der Rechtsanwaltsordnung, womit die Praxis der Rechtsanwaltsanwärter der Zeit entsprechend angepasst wurde. Schuppich erreichte eine Änderung des Disziplinarrechtes und die Pensionsrechte der Rechtsanwaltschaft wurden nun gesetzlich festgeschrieben. Viel Unterstützung wurde Walter Schuppich von Justizminister Christian Broda zuteil, zu dessen Strafprozessreform Schuppich wesentlich beitrug.
1989 gründete Walter Schuppich mit anderen Standesvertretern den länderübergreifenden Anwaltsverein DACH.
Mit seiner medialen Präsenz, seiner Vernetzung über Parteigrenzen hinaus und seiner Beliebtheit in der Bevölkerung schuf Walter Schuppich ein nie dagewesenes, bürgernahes Image der Rechtsanwälte. Mehrfach wurde er für höchste politische Ämter gehandelt und als „begnadeter Redner und Schreiber“ bezeichnet. Sein Fokus lag jedoch darauf, den Beruf des Rechtsanwalts in der Öffentlichkeit zu repräsentieren und dem Stand bzw. der Rechtsanwaltskammer politisches Gehör zu verschaffen. Mit dem „Rechtsanwaltspräsidenten“ erschuf sich Schuppich gewissermaßen sein eigenes Amt.
Walter Schuppich bezeichnete sich selbst als liberal. Er war nie Parteimitglied, obwohl ihm eine Nähe zur Sozialdemokratie und später auch zu dem „Liberalen Forum“ nachgesagt wurde. Regelmäßig engagierte er sich im Bereich der Menschenrechte, wie etwa 1994 gemeinsam mit anderen Prominenten in dem öffentlichen Appell „Schutz dem politischen Flüchtling“ oder durch seine Vorstandsmitgliedschaft im Verein „Licht ins Dunkel“.
Im Rampenlicht stand Walter Schuppich auch aufgrund seiner Vertretung von Altbundeskanzler Fred Sinowatz oder von Schriftsteller Johannes Mario Simmel gegen den Rechtspopulisten Jörg Haider. Die Übernahme einer Treuhandschaft mit dem ehemaligen Finanzminister Hannes Androsch wurde medial ausgeschlachtet, ebenso die persönliche Beratung von Bundespräsident Thomas Klestil in privaten Angelegenheiten.

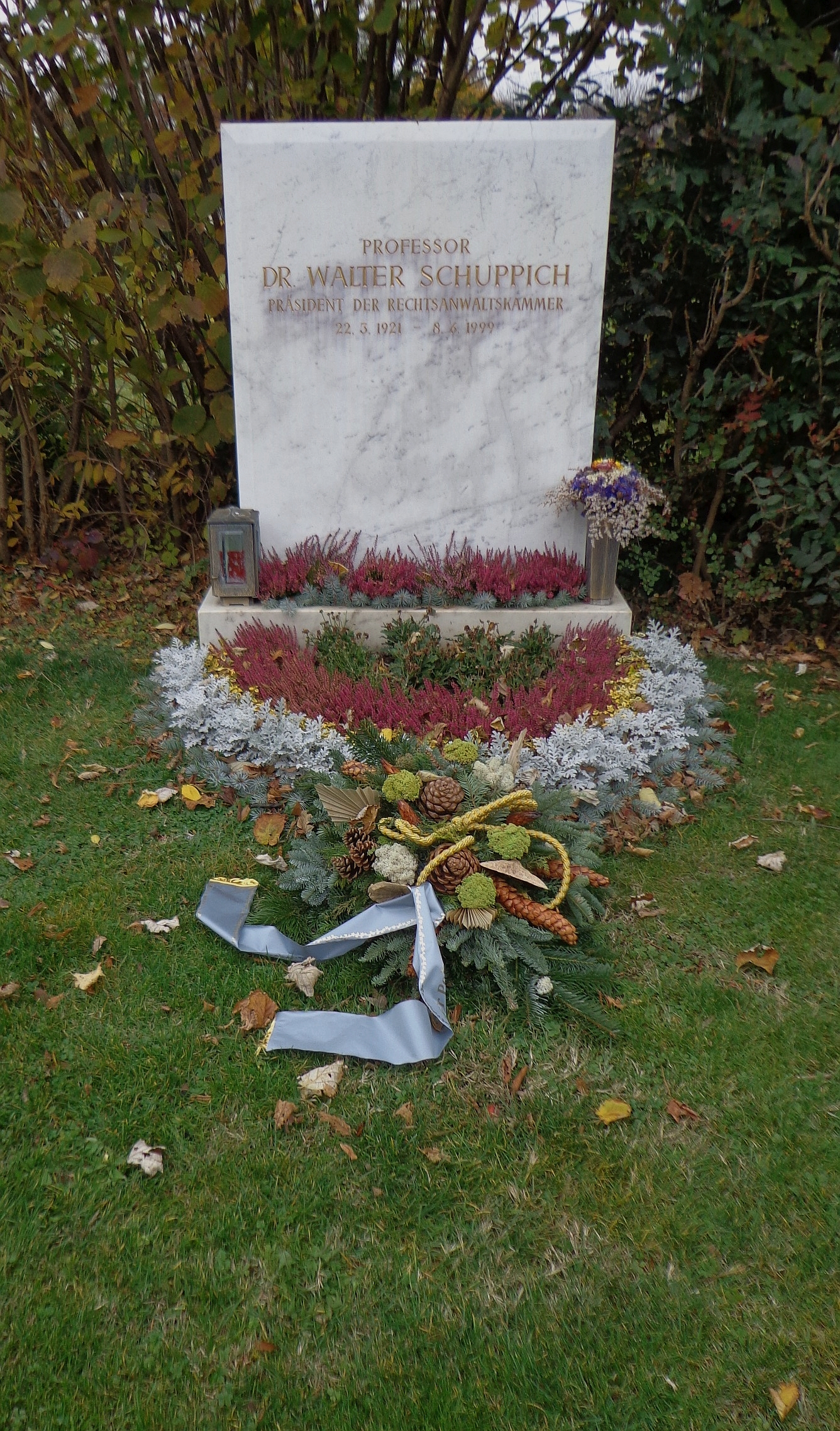
Wiener Zentralfriedhof – Ehrengrab von Walter Schuppich

Thomas Bernhard lässt in seinem Theaterstück „Elisabeth II.“ einen der Protagonisten über einen „gewissen Dr. Schuppich“ sprechen. Vermutlich hat Bernhard an dem gerade zur Entstehungszeit des Stückes geläufigen Namen Gefallen gefunden; ein realer Bezug Walter Schuppichs zum Bernhard’schen Dr. Schuppich ist aufgrund dessen Charakterisierung ausgeschlossen. Walter Schuppich hat die Namensnennung unkommentiert gelassen. Er findet aber auch Erwähnung im von Raimund Fellinger, Martin Huber und Julia Ketterer bei Suhrkamp herausgegebenen Briefwechsel zwischen Thomas Bernhard und Siegfried Unseld.
Walter Schuppich ist Autor und Mitautor juristischer Werke, er erhielt das Große Goldene Ehrenzeichen für Verdienste um die Republik Österreich und die Verleihung der Ehrenmitgliedschaft der American Bar Association in Chicago. 1994 wurde ihm gemeinsam mit Kurt Waldheim das Ehrendoktorat verliehen. Außerdem gehen das Walter Schuppich-Symposium und der Walter-Schuppich-Preis auf ihn zurück.
Walter Schuppich war bekennender Freimaurer, ihm ist eine Tafel im Freimaurermuseum auf Schloss Rosenau gewidmet. Er bekleidete über viele Jahre hinweg das höchste rechtliche Amt der österreichischen Freimaurerei.
Wiens Bürgermeister Michael Häupl würdigte anlässlich des Ablebens Schuppichs dessen Wirken unter anderem als langjähriges Mitglied des Kuratoriums des Wiener Integrationsfonds oder als Präsident des Vereins der Freunde der Wiener Polizei.
Walter Schuppich ruht in einem Ehrengrab am Wiener Zentralfriedhof.

## Ämter
- Präsident des österreichischen Rechtsanwaltskammertages (1974–1993)
- Präsident der Rechtsanwaltskammer für Wien, Niederösterreich und das Burgenland (1969–1988), bzw. der Rechtsanwaltskammer Wien (bis 1993)
- Präsident der Hörer- und Sehervertretung des ORF (heute ORF-Publikumsrat)[19]
- Gründer und Präsident des Vereins der Freunde der Polizei[20]
- Präsident der österreichischen Juristenkommission
- Gründungsmitglied und Mitglied des Präsidiums des Wiener Integrationsfonds und dessen Kuratoriums
- Präsident der Europäischen Anwaltsvereinigung DACH
- Ehrenpräsident der österreichischen Krebshilfe
- Vorsitzender des Aufsichtsrates der Theater in der Josefstadt GesmbH
- Ehrenmitglied und Syndikus des Künstlerhaus Wien
- Mitglied des Beirates des Kreditvereins der Bank Austria
- Mitglied des Beirates der Zentralsparkasse AG
- Präsident der Österreichischen Liga für Menschenrechte
- Präsident für Kredit- und Wiedergutmachungshilfe
- Beiratsmitgliedes des Manz Verlages, Mitglied der Rundfunkkommission
- Vorstandsmitglied im Kuratorium für Verkehrssicherheit
- Vorstandsmitglied im Verein für Sachwalterschaft und Patientenanwaltschaft
- Vorstandsmitglied des Österreichischen Juristentages
- Vorstandsmitglied im Verein zur Errichtung eines orthopädischen Krankenhauses in Temesvar
- Vorstandsmitglied des Vereins für Österreichische Gesellschaft für Umwelt und Technik
- Orden des Fürsten Trpimir der Republik Kroatien
- Kommandeurkreuz des Verdienstordens der Republik Ungarn
- Vorstandsmitglied von Licht ins Dunkel

## Auszeichnungen
- 1972 Großes Silbernes Ehrenzeichen für Verdienste um die Republik Österreich
- 1973 Commandeurkreuz des Verdienstordens der Republik Italien
- 1976 Komtur des Königlich Schwedischen Nordstern-Ordens
- 1977 Großes Silbernes Ehrenzeichen für Verdienste um das Land Wien
- 1979 Goldenes Abzeichen des Verdienstordens der Volksrepublik Polen
- 1979 Großes Verdienstkreuz des Verdienstordens der Bundesrepublik Deutschland
- 1981 Silbernes Komturkreuz des Ehrenzeichens für Verdienste um das Bundesland Niederösterreich
- 1981 Medaille „Für hervorragende Advokatenarbeit – Advokat des Jahres“ des ungarischen Anwaltsrates
- 1982 Österreichisches Ehrenkreuz für Wissenschaft und Kunst I. Klasse
- 1982 Ehrenzeichen der deutschen Anwaltschaft
- 1985 Komturkreuz des Landes Burgenland
- 1988 Großes Goldenes Ehrenzeichen für Verdienste um die Republik Österreich[21]
- 1989 Silbernes Ehrenzeichen des Landes Oberösterreich
- 1989 Große Ehrennadel des Österreichischen Rechtsanwaltskammertags[22]
- 1996 Berufstitel Professor verliehen durch den Bundespräsidenten

## Werke
- mit Peter Infeld, und Ernst Hilger: Sammlung Infeld 1. Wien, 2000.
- mit Max Wieland, Stefan Wurst, Georg Fialka, P. R. Preussler und Peter Hofer: Allgemeine Geschäftsbedingungen in der europäischen Rechtspraxis. Hrsg. von Europäische Anwaltsvereinigung. Verlag Österreich, Wien 1997.
- mit Helmuth Tades: Rechtsanwaltsordnung. 5. Auflage. Manz, Wien 1994
- mit Richard Soyer: Haft und Rechtsschutz. Verlag Österreich, Wien 1993.
- Kritik und Fortschritt im Rechtsstaat: Die Reform des strafprozessualen Vorverfahrens Menschenrechte und Menschenwürde im Krankenhaus. Hrsg. von Österreichische Juristenkommission. Verlag Österreich, Wien 1993.
- Braucht die Advokatur verfassungsgesetzlichen Schutz? Springer Vienna, Wien 1992.
- mit Richard Soyer: Vorverfahren und Verteidigungsrechte. Verlag Österreich, Wien 1992.
- Der Rechtsanwalt: Essays, Aufsätze und Vorträge. Manz, Wien 1991.
- mit Ernst Jahoda: Ein neues Bild: zeitkritische Betrachtungen im Österreich. Anwaltsblatt, 1969–1982. 1983.
- Österreichisches Recht: Textausg. österreich. Gesetze u. Verordnungen in 3 Bänden, mit verweisenden Anm., e. chronolog. Verz., e. Sachgruppenverz. sowie e. ausführl. Titel-bzw. Sachreg. Stand: 1. Dez. 1976 (bis einschließl. BGBl. 637/1976). Mit e. Vorw. von Christian Broda. Wien 1977.
- mit Werner Sporn: Österreichisches Recht – Registerband. Andreas, Wien 1977.
- Anklage und Verteidigung. Springer Vienna, Wien 1973.
- mit Ferdinand Maultaschl: Rechtslexikon Lfg. 1–49. Hollinek, Wien 1957–1966.
- mit Karl Ourednik: Jugendrecht und Jugendwohlfahrt – Eine Sammlung der wichtigsten einschlägigen Gesetze, Verordnungen und Erlässe nach dem Stande der österreichischen Gesetzgebung vom 1. April 1951. Handausgabe österreichischer Gesetze und Verordnungen; Neue Folge, Gruppe 3, Band 20. Österreichische Staatsdruckerei. Wien 1951.
- Die Ehescheidung bei Gratian und den Dekretisten. Diss. 1943.